# George Henry Harlow

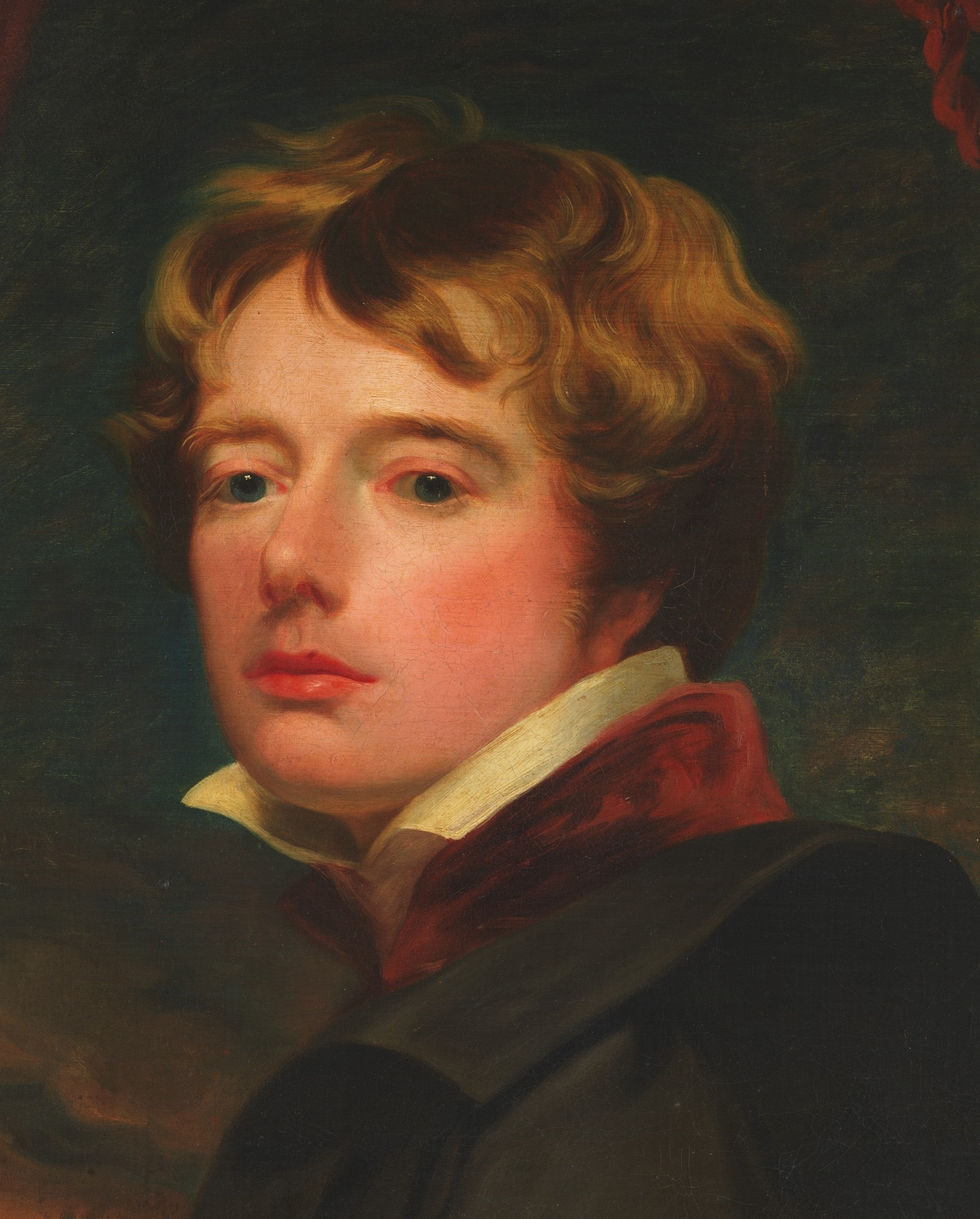
Autorretrato de Harlow, Museo Metropolitano de Arte.

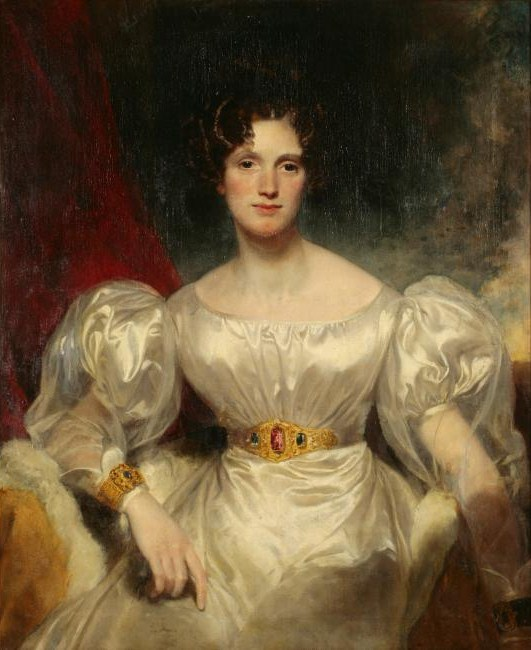
Retrato de una mujer.

George Henry Harlow (10 de junio de 1787–4 de febrero de 1819) fue un pintor inglés conocido principalmente por sus retratos.

## Biografía
Harlow nació en St. James's Street, Londres, hijo póstumo de un comerciante de China, quien después de algunos años de residencia en el este murió unos cinco meses antes del nacimiento de su hijo, dejando a una viuda con cinco hijas pequeñas. Harlow fue enviado cuando era muy joven a la escuela clásica del Doctor Barrow en Soho Square, y posteriormente a la escuela del Señor Roy en Burlington Street. Estuvo por un corto tiempo en la Escuela de Westminster, pero habiendo mostrado una predilección por la pintura, fue colocado bajo Henry De Cort, el paisajista. Luego trabajó con Samuel Drummond, retratista, pero después de aproximadamente un año entró en el estudio de Sir Thomas Lawrence (presidente de la Royal Academy). Se dice que este paso se tomó por sugerencia de Georgiana Cavendish; pero la afinidad natural de Harlow con el estilo pictórico de Lawrence bastaría para explicar su elección. Harlow pagó generosamente a Lawrence por su admisión y el derecho a copiar, pero según el contrato no tenía derecho a recibir instrucción.

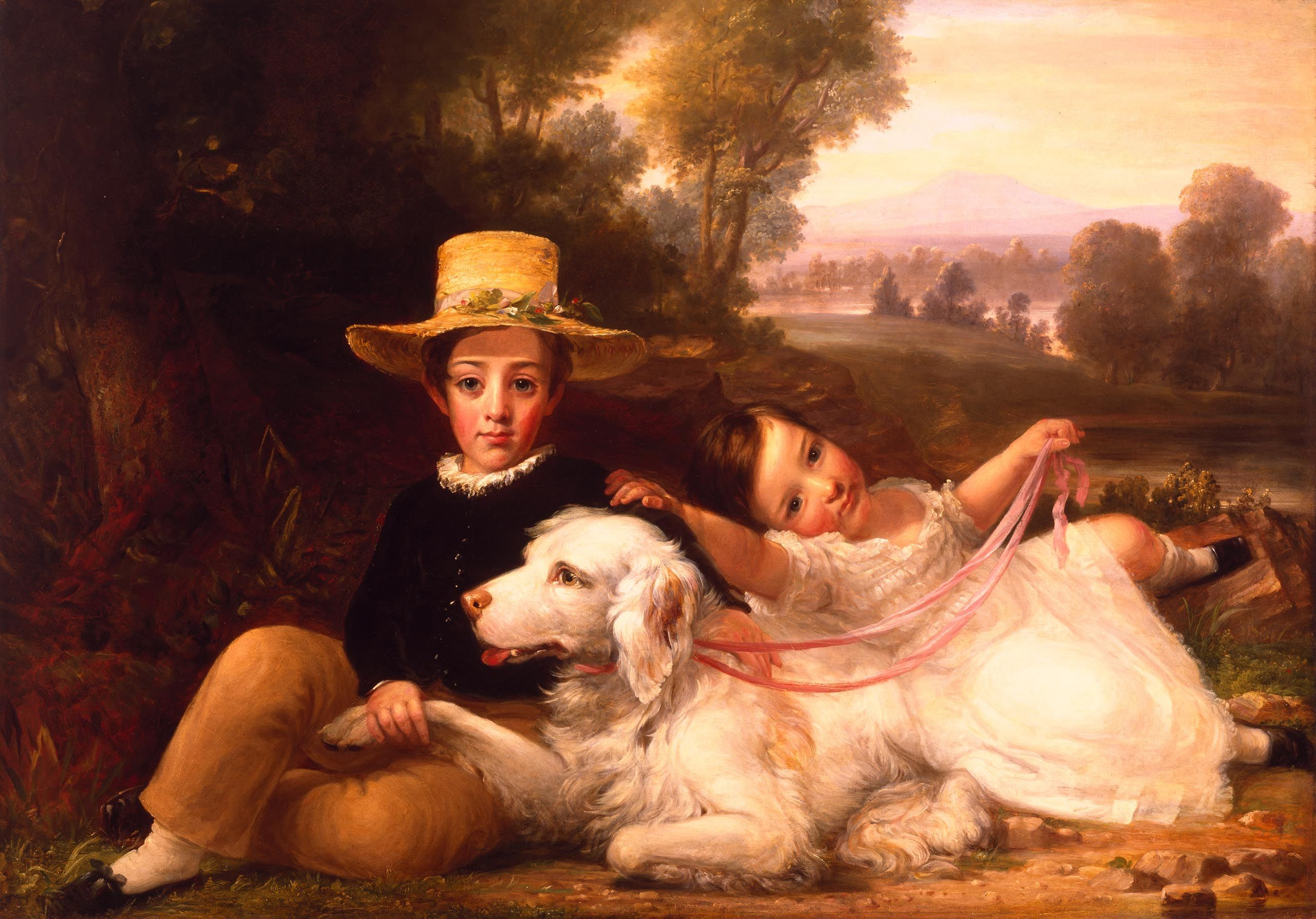
Retrato de dos niños.

Harlow decidió dedicarse a la pintura y rechazó una oferta de escribir en el comercio de las Indias Orientales hecha por los amigos de su padre. Pasó unos dieciocho meses en el estudio de Lawrence, copiando sus cuadros y, ocasionalmente, dibujando partes preliminares de las propias producciones de Lawrence. Una diferencia sobre el trabajo de Harlow para una de las imágenes de Lawrence provocó una ruptura con Lawrence, y Harlow hizo imposible la reconciliación al pintar un letrero de caricatura para una posada en Epsom al estilo de Lawrence y con las iniciales de Lawrence adheridas.
Harlow, a partir de entonces, siguió un sistema original de educación artística. Arremetió fuertemente contra todas las reglas y principios académicos. Joven, testarudo e impaciente por la moderación, con una persona hermosa y una disposición afable, era generalmente popular. Sin embargo, aparentaba una extravagancia en el vestir mucho más allá de sus posibilidades, una superioridad en el conocimiento y una licencia de conversación que frecuentemente ofendía incluso a aquellos realmente interesados en el desarrollo de su genio. Sus debilidades llevaron a sus amigos a apodarlo «Clarissa Harlowe». Poseía un poder de observación rápida y una memoria retentiva que le permitió realizar hazañas asombrosas, como pintar un retrato de un caballero llamado Hare, recientemente muerto, a quien Harlow solo había visto una vez en la calle. Aunque abiertamente opuesto a la Real Academia, fue candidato a académico, pero solo recibió el voto de Henry Fuseli.
Expuso por primera vez en la Academia en 1804, mostrando un retrato del Doctor Thornton. En años posteriores expuso muchos otros retratos. Sus retratos están bien concebidos y, aunque se parecen mucho a la forma y el estilo de Lawrence, tienen un carácter propio. Sus retratos de damas siempre fueron elegantes y agradables. Tuvo menos éxito, debido a su defectuosa educación artística, en la pintura histórica, en la que aspiraba a sobresalir. Sus primeros cuadros históricos expuestos fueron la reina Isabel golpeando al conde de Essex, en la Royal Academy, en 1807, y el conde de Bolingbroke entrando en Londres, en la British Institution, en 1808.

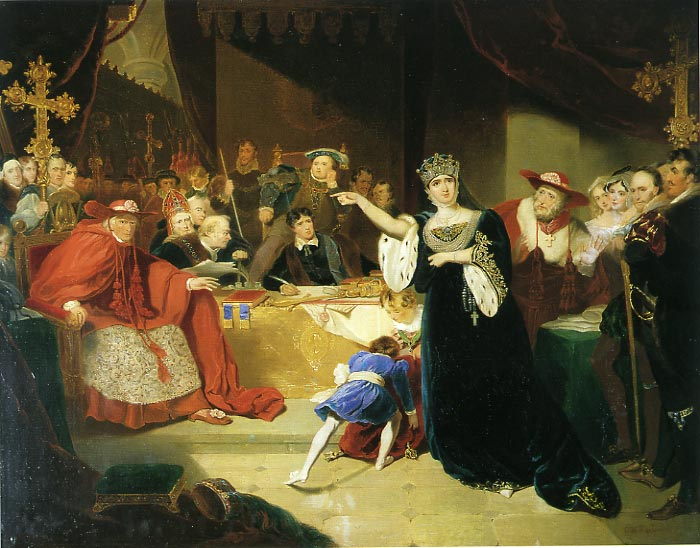
El tribunal para el juicio de la reina Catalina (1817).

En 1815 pintó a Hubert y el príncipe Arturo para William Leader, un diputado adinerado, quien posteriormente cambió el cuadro por retratos de sus hijas. En 1814 pintó una serie de retratos del actor Charles Mathews en varios personajes, que atrajeron la atención general. Fue grabado por W. Greatbach para  el Life of Mathews deEdmund Yates.
Al principio de su carrera, Harlow había realizado bocetos de artistas de teatro, en particular de la actriz Sarah Siddons, que se retiró en 1812. Más tarde transformó algunos de estos dibujos en pinturas, como una que muestra a Siddons en la escena del sonambulismo de Macbeth, exhibida en la Institución Británica en 1815, y otra que muestra la escena de la carta de la misma obra. Un encargo del profesor de música Thomas Welsh para pintar a Siddons como la reina Catalina en Enrique VIII de Shakespeare. Esto se empezó de memoria, pero posteriormente la actriz, a petición de Welsh, le dio una estadía al pintor. Mientras pintaba el retrato, Harlow decidió expandir la imagen a la «Escena del juicio» de la misma obra, presentando retratos de los diversos miembros de la familia Kemble y otros. Welsh, aunque no fue consultado por Harlow sobre este cambio de planes, se comportó con generosidad. La imagen se exhibió en la Royal Academy en 1817 y suscitó un gran interés público. No estaba ni bien compuesto ni bien ejecutado, y debía mucho a las críticas y sugerencias de Fuseli, cuyo retrato estaba pintando Harlow en ese momento. Aun así, el retrato de la propia Siddons como reina seguirá siendo una de las figuras más llamativas del arte inglés. La siguiente imagen de Harlow, The Virtue of Faith, en la Royal Academy, careció de originalidad y tuvo menos éxito. Fue comprado por su amigo el Señor Tomkisson, quien lo cortó en pedazos por el bien de las cabezas.

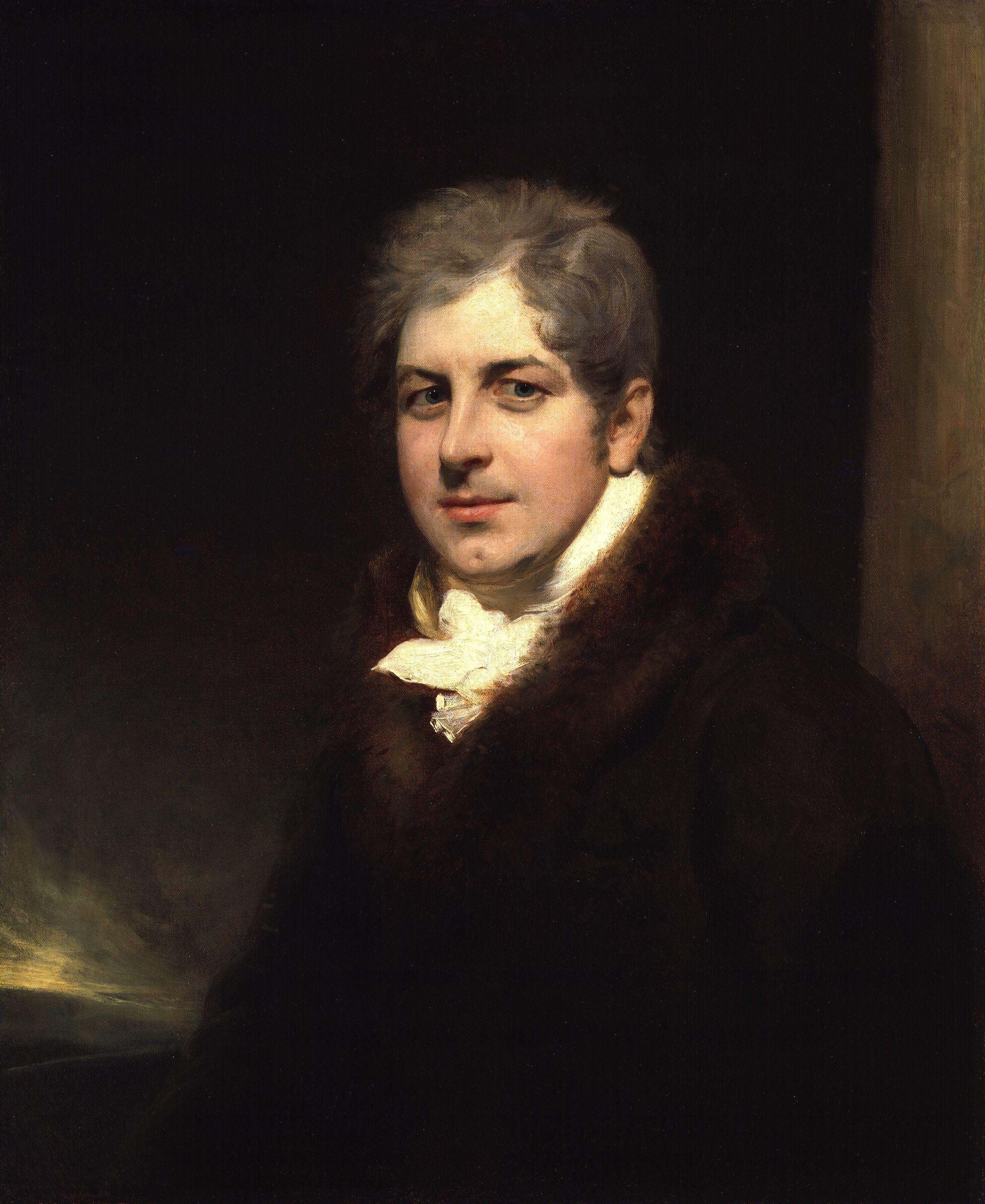
Retrato de Robert William Elliston.

En 1818, Harlow, consciente de las deficiencias de sus poderes ejecutivos, visitó Italia para estudiar a los viejos maestros. En Roma fue agasajado y halagado en todas direcciones. Canova se sintió especialmente atraído por él y le consiguió una presentación al Papa. Harlow, sin embargo, trabajó muy duro y completó una copia de La transfiguración de Rafael en dieciocho días. Fue elegido miembro por méritos de la Academia de San Lucas en Roma, una distinción inusual para un artista inglés, y fue invitado a pintar un autorretrato para la galería de pintores Uffizi en Florencia. Pintó un cuadro de Wolsey recibiendo el sombrero cardenalicio en la Abadía de Westminster y lo presentó a la Academia en Roma.
Su progreso artístico en Italia fue notable, pero a su regreso a Inglaterra el 13 de enero de 1819 fue atacado por una afección glandular en la garganta que, al ser descuidada, resultó fatal el 4 de febrero. Tenía treinta y dos años. Fue enterrado bajo el altar de St. James's, Piccadilly, y a su funeral asistieron los eminentes artistas de la época. Se realizó una exposición de sus principales obras en Pall Mall. Sus colecciones, incluidos muchos bocetos, se subastaron el 21 de junio de 1819.
Harlow es una de las figuras más atractivas de la historia de la pintura inglesa. Sus obras solo sugieren lo que podría haber logrado. Muchos de sus retratos fueron grabados, y los de James Northcote, Fuseli, Thomas Stothard, William Beechey, John Flaxman, entre otros, fueron muy apreciados. Su autorretrato, pintado para la galería de Florencia, fue grabado para la Imperiale e Reale Galleria di Firenze de Ranalli. Un dibujo de J. Jackson fue legado a los administradores de la Galería Nacional de Retratos en 1888 por el sobrino del pintor, G. Harlow White. Otro dibujo suyo fue grabado por B. Holl para la Biblioteca de Bellas Artes. Introdujo su propio retrato en el fondo de El proceso de la reina Catalina. W. Ward grabó en mezzotinta un retrato del Príncipe de Gales (más tarde el Rey Jorge IV) de Harlow.